# Schloss Dieban

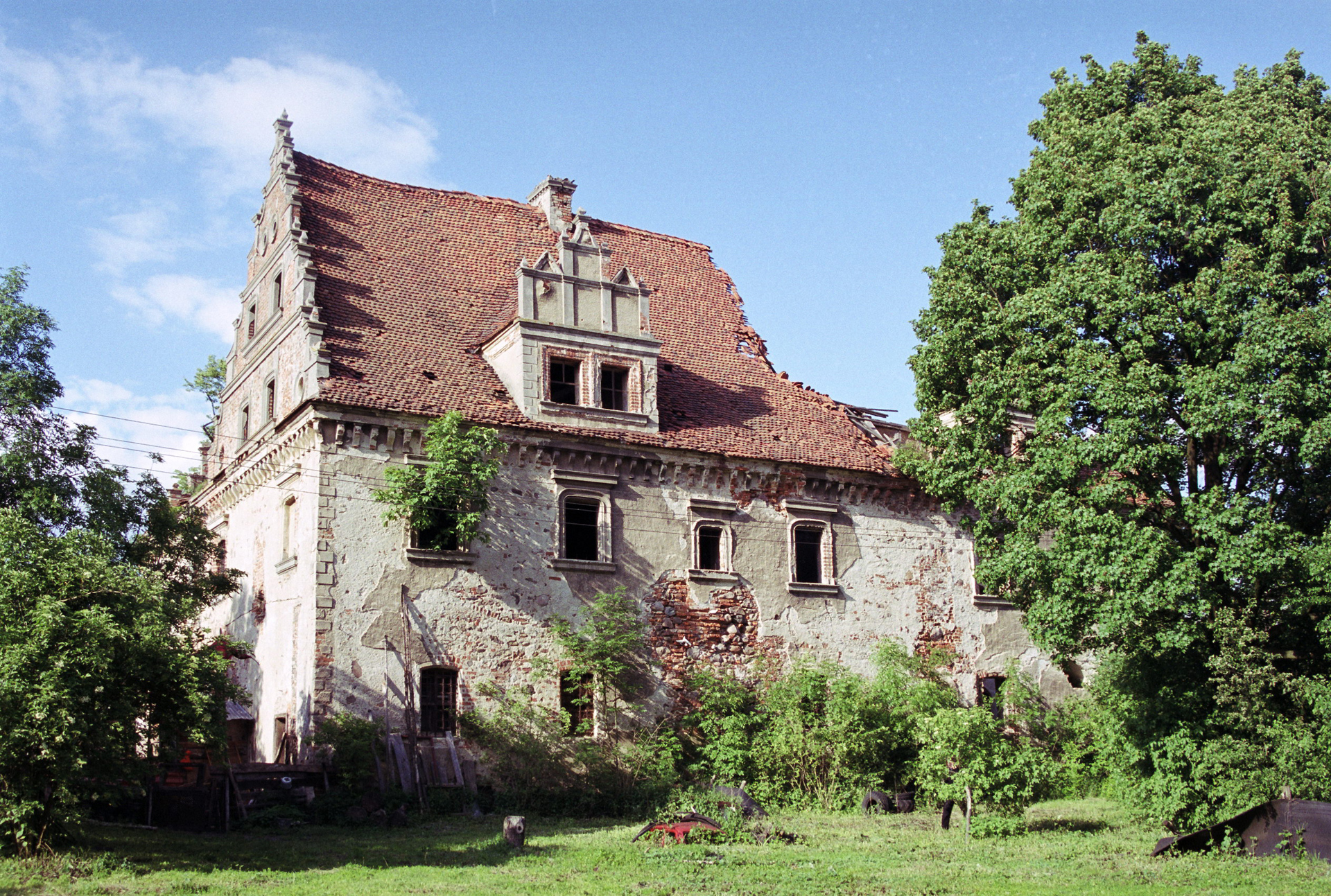
Schlossruine im Jahre 2004

Das Schloss Dieban (polnisch Pałac w Dziewinie) ist die Ruine eines Schlosses in Dziewin (deutsch Dieban) in der Stadt- und Landgemeinde Ścinawa der Woiwodschaft Niederschlesien in Polen.

## Geschichte

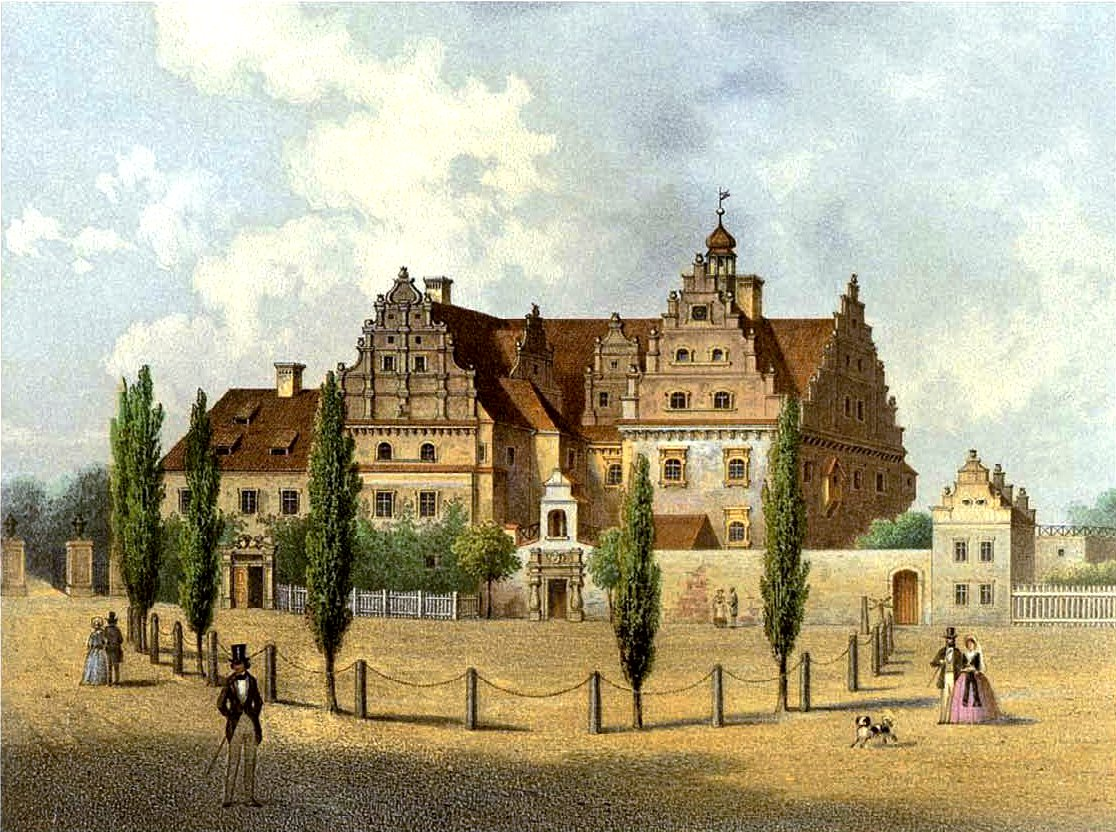
Schloss Dieban aus der Sammlung Duncker

Im Dorf befand sich um 1250 ein befestigter Jagdsitz, der zum Herzogtum Glogau gehörte. 1287 verkaufte Herzog Heinrich III. den Besitz an Otto von Zedlitz. Später gelangte das Gut an die Herren von Talkenberg auf Welkersdorf. In den 1480er Jahren wurde das Jagdschloss geschleift. Letztmals erwähnt wurde es im Jahre 1508.
1558–1566 entstand ein zeitgemäßes Festes Haus mit L-förmigem Grundriss, das später zu einer dreiflügeligen Anlage ausgebaut wurde. Um 1700 erfolgte der Anbau des Ostflügels. Von 1860 bis 1881 wurde das Schloss im Stil der Neorenaissance umgestaltet.
Nach Kriegsende 1945 fiel der größte Teil Schlesiens an Polen. Nachfolgend wurde das Schloss geplündert sowie die Inneneinrichtung und die darin befindlichen Sammlungen entwendet bzw. zerstört. Nach der Verstaatlichung wurde es zunächst als Wohnhaus für Arbeiter der PGR genutzt. Nach 1998 war die Schlossruine in privatem Besitz, verfiel aber weiter.
Das erhaltene Hauptportal zeigt die Wappen der von Kanitz, von Niebelschütz, von Glaubitz und von Kreckwitz.